# Gare de Jeumont
Gare de Jeumont vasútállomás Franciaországban, Jeumont településen.

## Vasútvonalak
Az állomást az alábbi vasútvonalak érintik:
- Creil–Jeumont-vasútvonal

## Kapcsolódó állomások
A vasútállomáshoz az alábbi állomások vannak a legközelebb:
- Erquelinnes railway station
- Gare de Recquignies